# Sydney Football Club 2013-2014
Questa voce raccoglie le informazioni riguardanti il Sydney Football Club nelle competizioni ufficiali della stagione 2013-2014.

## Stagione
Nella stagione 2013-2014 Del Piero è stato nominato nuovo capitano della squadra. Dal 2 al 22 agosto 2013 il Sydney ha svolto il ritiro pre-campionato in Italia, a Jesolo. Durante il pre-ritiro, il club ha collezionato tre vittorie, un pareggio e due sconfitte. La fase pre-campionato si è conclusa in Australia, dove gli Sky Blues hanno giocato 5 incontri. Sotto la guida tecnica di Farina, il club ha raggiunto il quinto posto in campionato, frutto di 12 vittorie, 3 pareggi e 12 sconfitte. La quinta posizione in campionato ha consentito al club di partecipare alle Final Series. Nelle Final Series il Sydney FC è stato eliminato al primo turno, sconfitto per 2-1 dal Melbourne City.

## Organigramma societario
Area direttiva
- Proprietario: David Traktovenko
- Presidente: Scott Barlow
- Amministratore delegato: Tony Pignata
- Amministratori: Mark Arbib, Michael Crismale, Jamie Samaha e Jeremy Nicholas
- Direttore finanziario: Grant Ingles

Area comunicazione
- Direttore comunicazione e relazioni esterne: David Mason
- Responsabile eventi: Danielle Boettcher
- Responsabile contenuti digitali: David Warriner

Area marketing
- Direttore commerciale: Andrew Christopher
- Responsabile marketing: Rawya Jammal
- Responsabile partnership commerciali: Beau Curtis
- Commercial operations e licensing manager: Tom Bates

Area tecnica
- Direttore sportivo: Gary Cole
- Allenatore: Frank Farina
- Allenatore in seconda: Steve Corica
- Preparatore atletico: dott. Craig Duncan
- Preparatore dei portieri: Željko Kalac

Area sanitaria
- Responsabile settore medico: dott. Daniel Briggs
- Medico sociale: dott. Andrew McDonald
- Fisioterapista: Stan Ivancic
- Massaggiatore: Joe Niutta

## Rosa
| N. |                             | Ruolo | Calciatore                      |
| -- | --------------------------- | ----- | ------------------------------- |
| 1  | Australia (bandiera)        | P     | Ivan Necevski                   |
| 2  | Australia (bandiera)        | D     | Sebastian Ryall                 |
| 3  | Australia (bandiera)        | D     | Marc Warren                     |
| 4  | Serbia (bandiera)           | A     | Ranko Despotović                |
| 5  | Australia (bandiera)        | D     | Matthew Jurman                  |
| 6  | Serbia (bandiera)           | D     | Nikola Petković                 |
| 7  | Australia (bandiera)        | C     | Brett Emerton                   |
| 8  | Australia (bandiera)        | D     | Predrag Bojić                   |
| 9  | Australia (bandiera)        | A     | Corey Gameiro                   |
| 10 | Italia (bandiera)           | A     | Alessandro Del Piero (capitano) |
| 11 | Australia (bandiera)        | C     | Richard Garcia                  |
| 12 | Australia (bandiera)        | A     | Blake Powell                    |
| 13 | Brasile (bandiera)          | D     | Tiago                           |
| 13 | Australia (bandiera)        | D     | Saša Ognenovski                 |
| 14 | Australia (bandiera)        | A     | Mitchell Mallia                 |
| 15 | Irlanda del Nord (bandiera) | C     | Terry McFlynn                   |
| 16 | Australia (bandiera)        | C     | Joel Chianese                   |

| N. |                      | Ruolo | Calciatore          |
| -- | -------------------- | ----- | ------------------- |
| 17 | Australia (bandiera) | C     | Terry Antonis       |
| 18 | Australia (bandiera) | C     | Peter Triantis      |
| 19 | Australia (bandiera) | C     | Nick Carle          |
| 20 | Australia (bandiera) | P     | Vedran Janjetović   |
| 21 | Panama (bandiera)    | C     | Yairo Yau           |
| 21 | Serbia (bandiera)    | C     | Miloš Dimitrijević  |
| 22 | Iraq (bandiera)      | C     | Ali Abbas           |
| 23 | Australia (bandiera) | C     | Rhyan Grant         |
| 24 | Australia (bandiera) | A     | Hagi Gligor         |
| 25 | Australia (bandiera) | D     | Daniel Petkovski    |
| 27 | Australia (bandiera) | A     | Christopher Naumoff |
| 28 | Australia (bandiera) | D     | Matt Thompson       |
| 29 | Australia (bandiera) | A     | Alec Urosevski      |
| 30 | Australia (bandiera) | P     | Anthony Bouzanis    |
| 34 | Australia (bandiera) | D     | Aaron Calver        |
| 35 | Australia (bandiera) | C     | Dylan Caton         |
| 36 | Australia (bandiera) | D     | Themba Muata-Marlow |

## Calciomercato

### Sessione estiva
| Acquisti | Acquisti         | Acquisti         | Acquisti      |
| R.       | Nome             | da               | Modalità      |
| -------- | ---------------- | ---------------- | ------------- |
| A        | Richard García   | Melbourne City   | definitivo    |
| D        | Predrag Bojic    | C.C. Mariners    | definitivo    |
| A        | Corey Gameiro    | Fulham           | definitivo    |
| C        | Matt Thompson    | Melbourne Heart  | definitivo    |
| D        | Matthew Jurman   | Brisbane Roar    | definitivo    |
| A        | Alec Urosevski   | Rockdale Ilinden | definitivo    |
| D        | Nikola Petković  |                  | svincolato    |
| D        | Marc Warren      |                  | svincolato    |
| A        | Ranko Despotović |                  | svincolato    |
| C        | Nick Carle       | Baniyas          | fine prestito |

| Cessioni | Cessioni          | Cessioni               | Cessioni   |
| R.       | Nome              | a                      | Modalità   |
| -------- | ----------------- | ---------------------- | ---------- |
| D        | Lucas Neill       | Omiya Ardija           | definitivo |
| A        | Krunoslav Lovrek  | Sesvete                | definitivo |
| C        | Paul Reid         | Rockdale Ilinden       | definitivo |
| P        | Matthew Nash      | Bonnyrigg White Eagles | definitivo |
| D        | Nathan Sherlock   | Sydney Utd 58          | definitivo |
| A        | Joel Griffiths    | Qingdao Hainiu         | definitivo |
| D        | Pascal Bosschaart |                        | svincolato |
| D        | Trent McClenahan  |                        | svincolato |
| A        | Jarrod Kyle       |                        | svincolato |

### Sessione invernale
| Acquisti | Acquisti           | Acquisti  | Acquisti   |
| R.       | Nome               | da        | Modalità   |
| -------- | ------------------ | --------- | ---------- |
| D        | Saša Ognenovski    | Umm-Salal | definitivo |
| C        | Miloš Dimitrijević |           | svincolato |

| Cessioni | Cessioni      | Cessioni      | Cessioni      |
| R.       | Nome          | a             | Modalità      |
| -------- | ------------- | ------------- | ------------- |
| C        | Brett Emerton |               | fine carriera |
| D        | Tiago         | Minnesota Utd | definitivo    |
| A        | Yairo Yau     | Sporting S.M. | fine prestito |

## Risultati

### A-League

#### Stagione regolare
| Arbitro: | Jarred Gillett |

|                            |           |  |
| Del Piero 36’ Chianese 60’ | Marcatori |  |

| Arbitro: | Peter Green |

|                                             |           |  |
| Smith 37’ Henrique 38’ North 44’ Broich 80’ | Marcatori |  |

| Arbitro: | Strebre Delovski |

|  |           |                      |
|  | Marcatori | 11’ La Rocca 26’ Ono |

| Arbitro: | Benjamin Williams |

|                   |           |  |
| McGarry 9’ (rig.) | Marcatori |  |

| Arbitro: | Peter Green |

|                                          |           |                         |
| Garcia 3’ Ryall 15’ Del Piero 37’ (rig.) | Marcatori | 17’ Thompson 27’ Troisi |

| Arbitro: | Alan Milliner |

|  |           |                                     |
|  | Marcatori | 11’ (rig.) Del Piero 45+1’ Chianese |

| Arbitro: | Jarred Gillett |

|                             |           |                  |
| Garcia 35’ Despotović 90+4’ | Marcatori | 90+1’ Cunningham |

| Arbitro: | Benjamin Williams |

|                               |           |  |
| Chianese 45+1’ Despotović 60’ | Marcatori |  |

| Arbitro: | Peter Green |

|             |           |  |
| McBreen 27’ | Marcatori |  |

| Arbitro: | Chris Beath |

|                              |           |            |
| Del Piero 43’ Despotović 45’ | Marcatori | 73’ Misfud |

| Arbitro: | Peter O'Leary |

|               |           |  |
| Huysegems 33’ | Marcatori |  |

| Arbitro: | Benjamin Williams |

|                            |           |                                             |
| Del Piero 11’ García 90+3’ | Marcatori | 20’ Broich 23’ 35’ 78’ Petratos 90’ Franjic |

| Arbitro: | Strebre Delovski |

|                               |           |                           |
| Ferreira 24’ Barker-Daish 72’ | Marcatori | 9’ Despotović 82’ Gameiro |

| Arbitro: | Jarred Gillett |

|              |           |  |
| Santalab 87’ | Marcatori |  |

| Arbitro: | Peter O'Leary |

|  |           |                |
|  | Marcatori | 58’ Sterjovski |

| Arbitro: | Benjamin Williams |

|  |           |                                                             |
|  | Marcatori | 11’ Despotović 20’ (rig.) 54’ Del Piero 25’ Ryall 87’ Carle |

| Arbitro: | Jarred Gillett |

|                          |           |             |
| Germano 52’ Williams 89’ | Marcatori | 39’ Gameiro |

| Arbitro: | Alan Milliner |

|  |           |                                            |
|  | Marcatori | 16’ Djite 27’ Ferreira 80’ Morales Neumann |

| Arbitro: | Chris Beath |

|                            |           |               |
| Despotović 17’ Antonis 64’ | Marcatori | 68’ Griffiths |

| Arbitro: | Strebre Delovski |

|  |           |                                     |
|  | Marcatori | 60’ Ognenovski 73’ (rig.) Del Piero |

| Arbitro: | Strebre Delovski |

|                         |           |            |
| Seung-yong 26’ Duke 75’ | Marcatori | 62’ García |

| Arbitro: | Kris Griffiths-Jones |

|                                 |           |         |
| Jurman 59’ García 75’ Abbas 90’ | Marcatori | 49’ Ono |

| Sydney 14 marzo 2014, ore 20:30 AEDT 23ª giornata       | Sydney FC | 1 – 1 referto | Brisbane Roar | Allianz Stadium (13.073 spett.) |
| \| \| \| \| \| Ryall 35’ \| Marcatori \| 23’ Berisha \| |           |               |               |                                 |
|                                                         |           |               |               |                                 |
| Ryall 35’                                               | Marcatori | 23’ Berisha   |               |                                 |

| Arbitro: | Kris Griffiths-Jones |

|                                  |           |              |
| Ferreira 13’ Cirio 54’ Djite 88’ | Marcatori | 75’ Thompson |

| Arbitro: | Jarred Gillett |

|            |           |              |
| Troisi 64’ | Marcatori | 48’ Chianese |

| Arbitro: | Kris Griffiths-Jones |

|                                              |           |                     |
| Del Piero 33’ (rig.) 44’ Ryall 57’ Abbas 61’ | Marcatori | 56’ (rig.) Valverde |

| Arbitro: | Lucien Laverdue |

|                          |           |                 |
| Antonis 37’ García 90+3’ | Marcatori | 45+1’ Griffiths |

#### Final Series
| Arbitro: | Peter Green |

|                          |           |           |
| Thompson 19’ Finkler 90’ | Marcatori | 34’ Ryall |

## Statistiche

### Statistiche di squadra
| Competizione | Punti | In casa | In casa | In casa | In casa | In casa | In casa | In trasferta | In trasferta | In trasferta | In trasferta | In trasferta | In trasferta | Totale | Totale | Totale | Totale | Totale | Totale | DR |
| Competizione | Punti | G       | V       | N       | P       | Gf      | Gs      | G            | V            | N            | P            | Gf           | Gs           | G      | V      | N      | P      | Gf     | Gs     | DR |
| ------------ | ----- | ------- | ------- | ------- | ------- | ------- | ------- | ------------ | ------------ | ------------ | ------------ | ------------ | ------------ | ------ | ------ | ------ | ------ | ------ | ------ | -- |
| A-League     | 39    | 14      | 9       | 1       | 4       | 25      | 20      | 14           | 3            | 2            | 9            | 16           | 20           | 38     | 12     | 3      | 13     | 41     | 40     | +1 |

### Statistiche dei giocatori
In corsivo i giocatori che hanno lasciato la squadra durante la stagione. 
| Giocatore       | A-League - Stagione regolare | A-League - Stagione regolare | A-League - Stagione regolare | A-League - Stagione regolare | A-League - Final Series | A-League - Final Series | A-League - Final Series | A-League - Final Series | Totale   | Totale | Totale      | Totale     |
| Giocatore       | Presenze                     | Reti                         | Ammonizioni                  | Espulsioni                   | Presenze                | Reti                    | Ammonizioni             | Espulsioni              | Presenze | Reti   | Ammonizioni | Espulsioni |
| --------------- | ---------------------------- | ---------------------------- | ---------------------------- | ---------------------------- | ----------------------- | ----------------------- | ----------------------- | ----------------------- | -------- | ------ | ----------- | ---------- |
| I. Necevski     | 0                            | 0                            | 0                            | 0                            | 0                       | 0                       | 0                       | 0                       | 0        | 0      | 0           | 0          |
| S. Ryall        | 20                           | 4                            | 6                            | 0                            | 1                       | 1                       | 0                       | 0                       | 21       | 5      | 6           | 0          |
| M. Warren       | 8                            | 0                            | 2                            | 1                            | 0                       | 0                       | 0                       | 0                       | 8        | 0      | 2           | 1          |
| R. Despotović   | 16                           | 6                            | 2                            | 0                            | 1                       | 0                       | 0                       | 0                       | 17       | 6      | 2           | 0          |
| M. Jurman       | 20                           | 1                            | 4                            | 0                            | 5                       | 1                       | 0                       | 0                       | 25       | 2      | 4           | 0          |
| N. Petktović    | 26                           | 0                            | 5                            | 0                            | 1                       | 0                       | 0                       | 0                       | 27       | 0      | 5           | 0          |
| B. Emerton      | 9                            | 0                            | 1                            | 0                            | -                       | -                       | -                       | -                       | 9        | 0      | 1           | 0          |
| P. Bojić        | 12                           | 0                            | 1                            | 1                            | 0                       | 0                       | 0                       | 0                       | 12       | 0      | 1           | 1          |
| C. Gameiro      | 15                           | 2                            | 2                            | 0                            | 0                       | 0                       | 0                       | 0                       | 15       | 2      | 2           | 0          |
| A. Del Piero    | 23                           | 10                           | 3                            | 0                            | 1                       | 0                       | 0                       | 0                       | 24       | 10     | 3           | 0          |
| R. García       | 22                           | 6                            | 1                            | 0                            | 1                       | 0                       | 0                       | 0                       | 23       | 6      | 1           | 0          |
| B. Powell       | 0                            | 0                            | 0                            | 0                            | 0                       | 0                       | 0                       | 0                       | 0        | 0      | 0           | 0          |
| S. Ognenovski   | 9                            | 1                            | 1                            | 0                            | 1                       | 0                       | 0                       | 0                       | 10       | 1      | 1           | 0          |
| Tiago           | 3                            | 0                            | 0                            | 0                            | -                       | -                       | -                       | -                       | 3        | 0      | 0           | 0          |
| M. Mallia       | 4                            | 0                            | 0                            | 0                            | 0                       | 0                       | 0                       | 0                       | 4        | 0      | 0           | 0          |
| T. McFlynn      | 9                            | 0                            | 4                            | 0                            | 0                       | 0                       | 0                       | 0                       | 9        | 0      | 4           | 0          |
| J. Chianese     | 17                           | 4                            | 3                            | 0                            | 1                       | 0                       | 0                       | 0                       | 18       | 4      | 3           | 0          |
| T. Antonis      | 9                            | 2                            | 1                            | 0                            | 1                       | 0                       | 0                       | 0                       | 10       | 2      | 1           | 0          |
| P. Triantis     | 0                            | 0                            | 0                            | 0                            | 0                       | 0                       | 0                       | 0                       | 0        | 0      | 0           | 0          |
| N. Carle        | 17                           | 1                            | 4                            | 1                            | 0                       | 0                       | 0                       | 0                       | 17       | 1      | 4           | 1          |
| V. Janjetović   | 27                           | -38                          | 3                            | 0                            | 1                       | -2                      | 0                       | 0                       | 28       | -40    | 3           | 0          |
| Y. Yau          | 8                            | 0                            | 1                            | 0                            | -                       | -                       | -                       | -                       | 8        | 0      | 1           | 0          |
| M. Dimitrijević | 8                            | 0                            | 2                            | 0                            | 1                       | 0                       | 0                       | 0                       | 9        | 0      | 2           | 0          |
| A. Abbas        | 27                           | 2                            | 6                            | 0                            | 1                       | 0                       | 0                       | 0                       | 28       | 2      | 6           | 0          |
| R. Grant        | 3                            | 0                            | 0                            | 0                            | 0                       | 0                       | 0                       | 0                       | 3        | 0      | 0           | 0          |
| H. Gligor       | 10                           | 0                            | 2                            | 0                            | 0                       | 0                       | 0                       | 0                       | 10       | 0      | 2           | 0          |
| D. Pektovski    | 4                            | 0                            | 0                            | 0                            | 0                       | 0                       | 0                       | 0                       | 4        | 0      | 0           | 0          |
| C. Naumoff      | 10                           | 0                            | 0                            | 0                            | 0                       | 0                       | 0                       | 0                       | 10       | 0      | 0           | 0          |
| M. Thompson     | 18                           | 1                            | 1                            | 0                            | 0                       | 0                       | 0                       | 0                       | 18       | 1      | 1           | 0          |
| A. Urosevski    | 7                            | 0                            | 1                            | 0                            | 0                       | 0                       | 0                       | 0                       | 7        | 0      | 1           | 0          |
| A. Bouzanis     | 0                            | 0                            | 0                            | 0                            | 0                       | 0                       | 0                       | 0                       | 0        | 0      | 0           | 0          |
| A. Calver       | 6                            | 0                            | 2                            | 1                            | 0                       | 0                       | 0                       | 0                       | 6        | 0      | 2           | 1          |
| D. Caton        | 2                            | 0                            | 0                            | 0                            | 0                       | 0                       | 0                       | 0                       | 2        | 0      | 0           | 0          |
| T. Muata-Marlow | 1                            | 0                            | 0                            | 0                            | 0                       | 0                       | 0                       | 0                       | 1        | 0      | 0           | 0          |